# Мерло (округ)
Округ Мерло (ісп. Merlo) — адміністративно-територіальна одиниця 2-ого рівня у провінції Буенос-Айрес в центральній Аргентині. Адміністративний центр округу — Мерло (ісп. Merlo).
Населення округу становить 528494 особи (2010). Площа — 170 кв. км.

## Історія
Округ заснований у 1864 році.

## Населення
У 2010 році населення становило 528494 особи. З них чоловіків — 259417, жінок — 269077.

## Політика
Округ належить до 1-ого виборчого сектору провінції Буенос-Айрес.